# Педру Шавеш
Педру Матуш Шавеш (на португалски: Pedro Matos Chaves) е бивш португалски пилот от Формула 1. Роден на 27 февруари 1965 година в Порто, Португалия.

## Формула 1
Педро Чавес прави своя дебют във Формула 1 в Голямата награда на САЩ през 1991 година. В световния шампионат записва 13 участия, като не успява да спечели точки. Състезава се за отбора на Колони.